# Pokémon Arceus - Un nuovo inizio
Pokémon Arceus - Un nuovo inizio è il ventesimo singolo del cantante e musicista italiano Giorgio Vanni, pubblicato l'11 febbraio 2022.

## Descrizione
Pokémon Arceus - Un nuovo inizio è una canzone realizzata dalla Lova Music come sigla per la serie di Francesco Cilurzo e Michele Poggi, rispettivamente conosciuti come Cydonia e Sabaku no Maiku, sul gameplay di Leggende Pokémon: Arceus.
La canzone ha accompagnato la serie degli streamer nel taglio sigla, mentre la pubblicazione in digitale presenta la versione estesa.

## Tracce
Download digitale
Testi di Alessia Spera, musiche di Max Longhi e Giorgio Vanni; edizioni musicali Lova Music S.r.l. sotto licenza Pirames International S.r.l..
1. Giorgio Vanni – Pokémon Arceus - Un nuovo inizio – 3:39

## Produzione e formazione
- Giorgio Vanni – voce solista
- Max Longhi – pianoforte, produzione e arrangiamento per Lova Music Studio (Milano), registrazione e mixaggio al Keypirinha Recording Studio, Lesmo (Milano)
- Daniele Cuccione – assistente alla produzione
- Nick Lamberti – batteria
- Paolo Polifrone – basso
- LOVA Music S.r.l. – produzione musicale
- Denny Minonne – artwork Giorgio Vanni
- DogHead Animation – animazione e artwork di Francesco Cilurzo e Michele Poggi

## Video musicale
Nel giorno dell'uscita del singolo è stato pubblicato anche un video sul canale dell'artista.

### Produzione
- Enrico Torre – montaggio video
- Luca Morandini – coordinamento montaggio